# Binfield (Wight)
Binfield – osada w Anglii, na wyspie Wight. Leży 3 km na północny wschód od miasta Newport i 119 km na południowy zachód od Londynu.